# Hati
Hati su bili drevni narod koji je živio u "zemlji Hatti" u današnjoj središnjoj i jugoistočnoj Anatoliji (Mala Azija).
Hatska civilizacija se smješta između 2500. pr. Kr. - 2000./1700. pr. Kr., u rano i srednje brončano doba. 
Govorili su neindoeuropskim jezikom nazvanim hatski, za kojeg sada neki vjeruju da je povezan sa sjeverozapadnim kavkaskim jezicima.
Na kraju su se stopili s Hetitima, od kojih su se izgleda i razlikovali po nekim očitim fizičkim karakteristikama.
Hati su imali vrlo veliki utjecaj na hetitsku kulturu, tako da mnogi hetitski bogovi imaju hatsko podrijetlo i ime.